# Aguriahana anufrievi
Aguriahana anufrievi är en insektsart som beskrevs av Irena Dworakowska 1972. Aguriahana anufrievi ingår i släktet Aguriahana och familjen dvärgstritar. Inga underarter finns listade i Catalogue of Life.